# Miguel Costa
Miguel Alberto Crispim Rodrigo da Costa (Buenos Aires, 3 de diciembre de 1874 - 2 de septiembre de 1959), fue un militar y revolucionario brasileño. Es conocido por sus participaciones en la Revuelta Paulista de 1924, la Revolución de 1930 y la Revolución Constitucionalista de 1932 así como su pertenencia a la Columna Miguel Costa-Prestes de la que fue uno de sus comandantes.

## Vida
De niño, emigró con su familia al Brasil, fijando residencia en Piracicaba. En 1897, se mudó para la ciudad de São Paulo, donde a los 16 años de edad inicia su carrera militar en la Fuerza Pública de São Paulo llegando en 1922 al cargo de Mayor en esa fuerza. Participó activamente en la Revuelta Paulista de 1924 dentro del bando rebelde prosiguiendo luego su participación como jefe de la Columna Prestes. En razón de su participación en estos movimientos, Miguel Costa excluido de la fuerza pública en 1925.
Durante la revolución de 1930, Miguel Costa apoyó abiertamente a Getúlio Vargas. Ese mismo año, junto con João Alberto Lins de Barros y el coronel João Mendonça Lima fundó la Legión Revolucionaria de São Paulo. Luego del triunfo, y con el nombramiento de João Alberto como interventor del estado de São Paulo, Miguel Costa retornó a la Fuerza Pública paulista en el puesto de general de brigada, llegando a ser comandante general de aquella corporación, siendo todavía pasado a general honorário por acto del presidente Getulio Vargas.  
Con la salida de João Alberto de la interventoría, Miguel Costa perdió el cargo de Secretario de Seguridad pero mantuvo el comando de la Fuerza Pública. En febrero de 1932 disuelve la Legión Revolucionaria y la transforma en el Partido Popular Paulista (PPP). A fines de mayo de 1932 fue separado de la Fuerza Pública por el nuevo interventor Pedro Manuel de Toledo. Con el inicio de la Revolución Constitucionalista fue apresado siendo liberado sólo luego de la derrota de la revolución. 
En los años siguientes se separaría de Getúlio Vargas. En 1935 se adhirió a la Alianza Nacional Libertadora (ALN) que fue declarada ilegal por el gobierno motivando su separación del movimiento. Aunque no participó en los levantamientos generados en noviembre de ese año por la ALN fue apresado, perdió la ciudadanía brasileña y el grado de general honorario del Ejército, títulos que sólo pudo recuperar luego de su muerte en 1959. Fue sepultado en el Cementerio São Paulo.